# Euaxoctopus pillsburyae
Euaxoctopus pillsburyae är en bläckfiskart som beskrevs av Voss 1975. Euaxoctopus pillsburyae ingår i släktet Euaxoctopus och familjen Octopodidae. Inga underarter finns listade i Catalogue of Life.